# Luis Carlos Jiménez Cortés
Luis Carlos Jiménez Cortés (Santiago de Chile, Chile 2 de diciembre de 1947 - 
desaparecido en Santiago de Chile, Chile 15 de septiembre de 1973), fue un dibujante técnico chileno, miembro del Movimiento de Izquierda Revolucionaria MIR, quien permanece desaparecido desde el 15 de septiembre de 1973. Es el único humorista gráfico e historietista chileno que se encuentra desaparecido a raíz del golpe de Estado de 1973. Al momento de su detención tenía 25 años, tenía y un hijo y su pareja estaba embarazada de otro.
Trabajó para la revista Cabro Chico e Icarito. En 2011, se publicó el libro Apariciones y desapariciones de Luis Jiménez, del escritor Jorge Montalegre que narra la biografía de Jiménez.